# 평산 소씨
평산 소씨(平山邵氏)는 황해북도 평산군을 본관으로 하는 한국의 성씨이다. 시조 소태보(邵台輔)가 고려 숙종 때 문하시중(門下侍中)을 역임하였다.

## 역사
평산 소씨(平山邵氏)의 원시조(始祖) 소옹(邵雍)은 중국에서 영천 단련추관(潁川團鍊推官)을 지내고 나라에 공(功)을 세워 신안백(新安伯)에 봉해졌다고 한다.
시조 소태보(邵台輔)가 고려 문종(文宗) 때 호부시랑(戶部侍郞)을 거쳐 선종(宣宗) 때 형부상서(刑部尙書) 서북면병마사(西北面兵馬使) 이부상서(吏部尙書) 좌복야(左僕射)가 되었고, 1094년에 헌종(獻宗)이 즉위하자 문하시랑평장사(門下侍郎平章事) 상주국(上柱國)이 되었으며, 숙종 때 문하시중(門下侍中)으로 치사하였다. 숙종의 묘정(廟廷)에 배향되었다.

## 항렬자
| 24世   | 25世   | 26世   | 27世   | 28世   | 29世   | 30世   | 31世   | 32世   |
| ------ | ------ | ------ | ------ | ------ | ------ | ------ | ------ | ------ |
| 흥(興) | 한(漢) | 신(新) | 철(哲) | 계(啓) | 영(榮) | 순(舜) | 민(敏) | 류(柳) |

## 인구
- 1985년 1,203명
- 2000년 725명
- 2015년 평산 소씨 670명 + 평주 소씨 20명 = 690명